# Куртинский район
Куртинский район — административная единица в Алма-Атинской области, существовавшая в 1972—1997 годах.

## История
Куртинский район Алма-Атинской области Казахской ССР был образован 10 марта 1972 года. В его состав вошли следующие сельсоветы:
- из Балхашского района — Акжарский, Куйганский, Жельтурангинский, Сарыкомейский с/с
- из Илийского района — Куртинский с/с
- из Каскеленского района — Железнодорожный с/с.

В том же году образован Айдарлинский с/с.
В 1981 году образованы Бозойский и Топарский с/с.
В 1986 году образован Сарытаукумский с/с. Образован рабочий посёлок Улькен.
В 1991 году Железнодорожный с/с был переименован в Темиржолский.
В 1994 году упразднён Акжарский с/о, но уже в 1995 году он был восстановлен.
23 мая 1997 года Куртинский район был упразднён. При этом Балхашскому району отошли Акжарский, Желторангинский, Куйганский, Сарыкомейский и Топарский с/о; Жамбылскому району — Айдарлинский, Бозойский, Сарытаукумский и Темиржолский с/о и посёлок Улькен; Илийскому району — Куртинский с/о.